# San Rafael de Fátima
San Rafael de Fátima är en ort i Mexiko.   Den ligger i kommunen San Luis de la Paz och delstaten Guanajuato, i den centrala delen av landet, 250 km nordväst om huvudstaden Mexico City. San Rafael de Fátima ligger 2 015 meter över havet och antalet invånare är 347.
Terrängen runt San Rafael de Fátima är kuperad åt nordost, men åt sydväst är den platt. Runt San Rafael de Fátima är det ganska tätbefolkat, med 52 invånare per kvadratkilometer. Närmaste större samhälle är San Luis de la Paz, 2,5 km söder om San Rafael de Fátima. Trakten runt San Rafael de Fátima består i huvudsak av gräsmarker.